# فروشگاه واکو

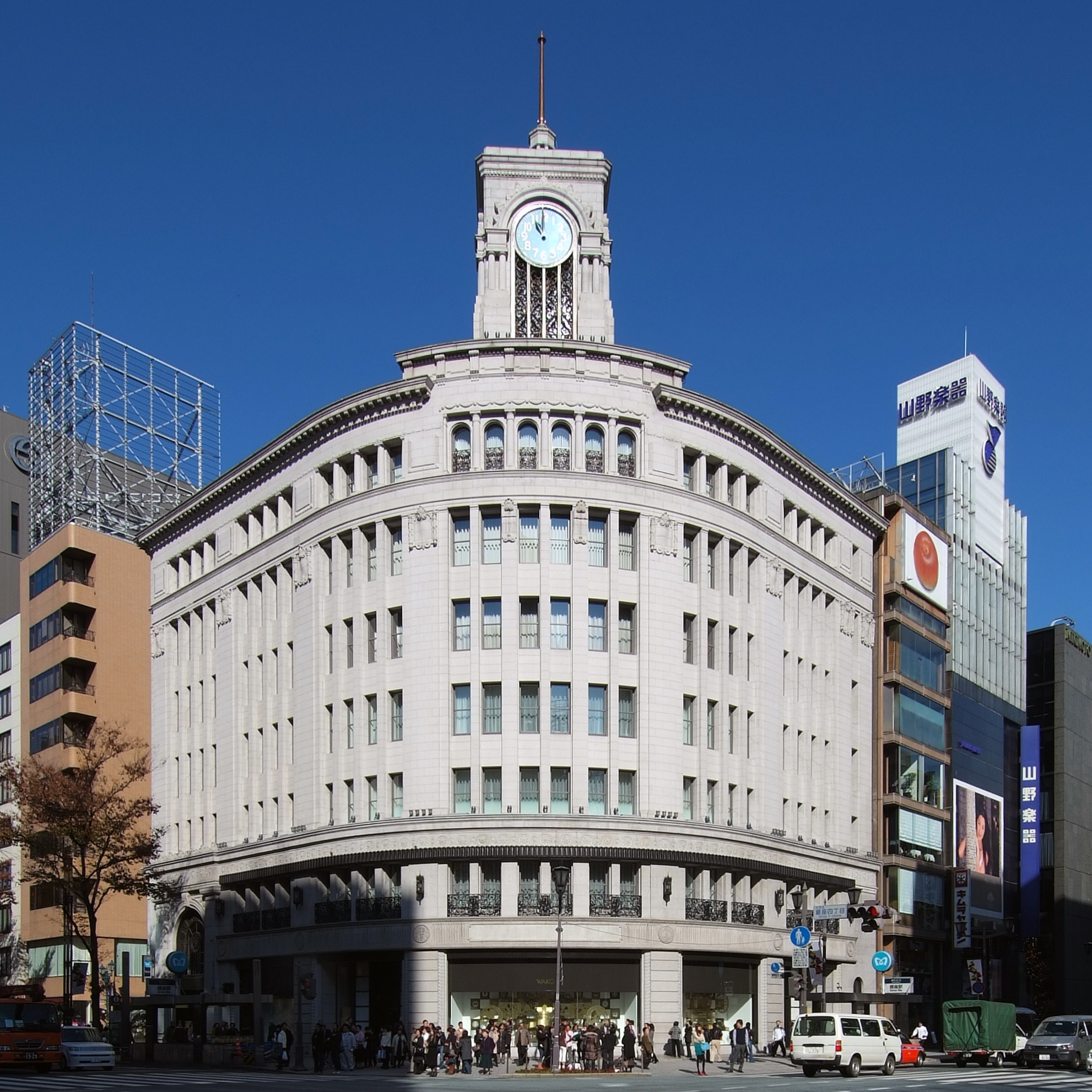
فروشگاه واکو در گینزا

فروشگاه واکو (به ژاپنی: 和光 Wako) که معمولاً به نام گینزا واکو شناخته می‌شود، نام فروشگاهی واقع در مرکز گینزا در توکیو پایتخت ژاپن است. این فروشگاه برای خرید ساعت، جواهرات، چینی، کیف دستی و همچنین مارک‌های خارجی مشهور است. در طبقهٔ ششم آن یک گالری هنری به نام سالن واکو وجود دارد.